# گلتین گیتوی (مونتانا)
گلتین گیتوی (به انگلیسی: Gallatin Gateway) شهری در ایالت مونتانا کشور ایالات متحده آمریکا است که جمعیت آن در سرشماری سال ۲۰۱۰ میلادی، ۸۵۶ نفر بوده‌است.